# Volkiella disticha
Volkiella disticha là loài thực vật có hoa trong họ Cói. Loài này được Merxm. & Czech miêu tả khoa học đầu tiên năm 1953.